# Séverine Vidal
Pour les articles homonymes, voir Vidal.

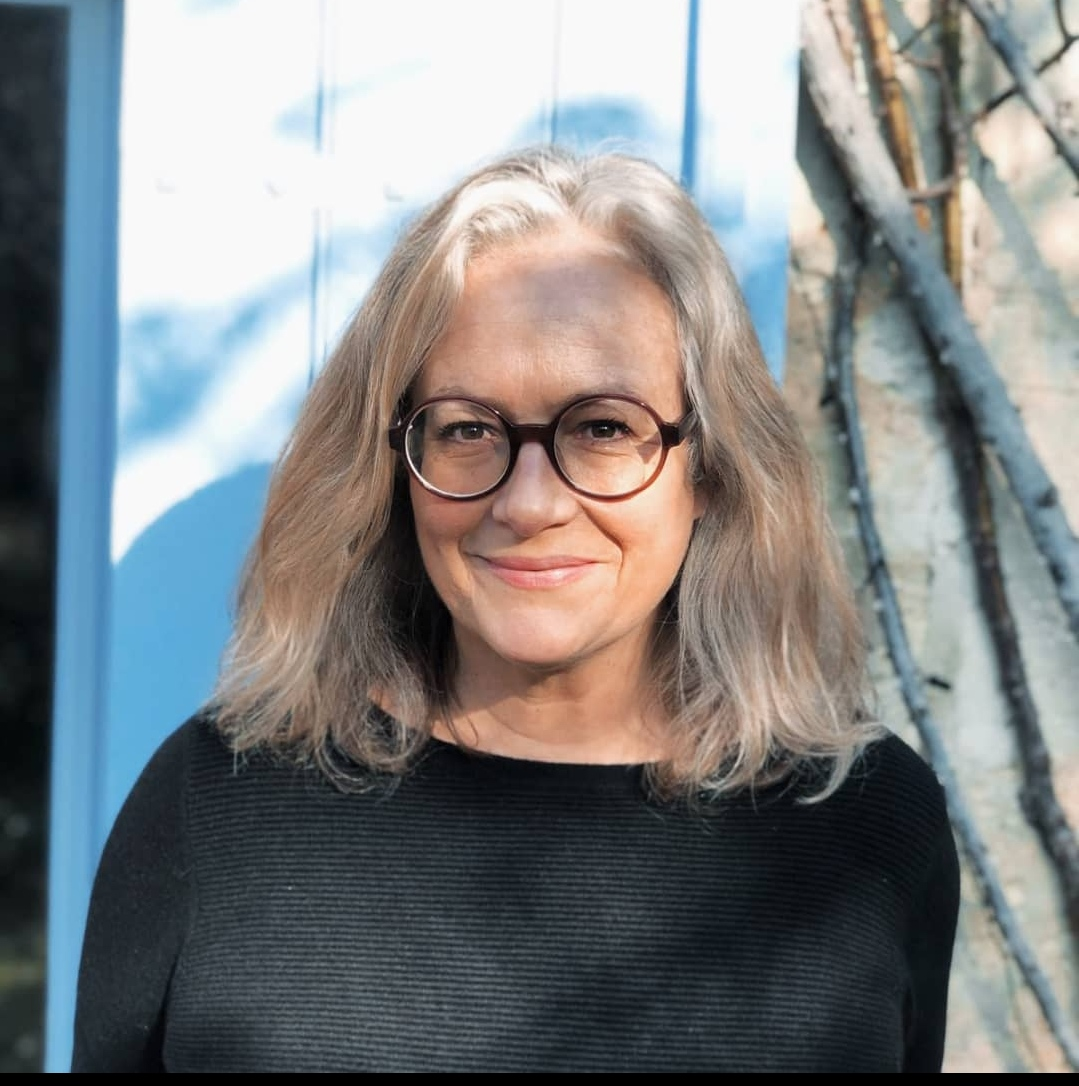
Séverine Vidal chez elle en Gironde en 2022.

Séverine Vidal, née le 22 décembre 1969, est une écrivaine et scénariste française.

## Biographie
Son premier livre à destination de la jeunesse a paru en mars 2010 aux éditions Talents Hauts.
Elle écrit des romans (Sarbacane, Nathan, Bayard), des albums (Gallimard, Milan) et des BD (Delcourt, Grand Angle, Glénat). Elle anime des ateliers d'écriture (écoles, collèges, lycée, centres sociaux, centres d'alphabétisation…). Ses livres sont traduits à l'étranger et sont récompensés par de nombreux prix.
Son premier roman de littérature générale, Le Goût du temps dans la bouche, paraît en janvier 2022 aux éditions Robert Laffont.

## Prix et distinctions
- Prix Jeunesse Quais du Polar / Ville de Lyon pour La drôle d'évasion, illustré par Marion Puech[2]
- Prix des dévoreurs de livres 2016 pour La drôle d’évasion, illustré par Marion Puech[3]
- Prix Gayant Lecture 2017 pour Quelqu’un qu’on aime[4]
- Prix Sésame 2017 pour Quelqu’un qu’on aime[5]
- Prix Chronos de Littérature 2017 pour Quelqu’un qu’on aime[6]
- Prix Gulli-du-roman 2017 pour Nos cœurs tordus avec Manu Causse[7]
- Prix Chronos de Littérature 2023 pour Le plongeon avec Victor L. Pinel[6]
- Prix des collèges au Festival international d'Angoulême 2024 pour Nos Coeurs tordus, avec Manu Causse et Javi Rey[8].
- Prix des Collégiens de la Somme 2024 pour Les Pays d'Amir (avec Adrian Huelva)[9]
- Prix UNICEF 2024 pour Le Manteau (avec Louis Thomas)[10]
- Prix Landerneau 2024 pour Le Bateau rêve (avec Julien Arnal)[11]

### Sélections
- Pëppo (Bayard) et Soleil glacé (Robert Laffont) ont été sélectionnés pour le prix Vendredi en 2018 et 2020[12].
- Un Monde si grand (Bayard Graphic, avec Élodie Durand) est sélectionné pour le prix Pépites du Salon du livre jeunesse de Montreuil 2023[13] et pour les Pépites internationales en 2024.
- Nos Coeurs tordus (Bayard, avec Manu Causse et Javi Rey) a été sélectionné en 2023-2024 pour le Prix jeunesse Ville de Saint-Malo 2023[14], pour le Prix BD France Bleu[15] et pour le prix des Collèges au festival international de la BD d'Angoulême (lauréat).

## Œuvres principales

### Romans
- 2010 : Philo mène la danse, Talents Hauts (réédité en 2015 avec des illustrations de Mayana Itoïz).
- 2010 : Comment j'ai connu Papa, Le Rouergue, collection Dacodac.
- 2011 : Lâcher sa main, Éditions Grasset, Lampe de poche ado.
- 2012 : Les petites marées, Oskar éditions.
- 2012 : La meilleure nuit de tous les temps, éditions du Rouergue.
- 2014 : La drôle d'évasion, illustré par Marion Puech, coll. Pépix, Sarbacane.
- 2015 : Il était deux fois dans l'ouest, illustré par Anne-Lise Combeaud, Sarbacane Pépix.
- 2015 : Quelqu'un qu'on aime[16], Sarbacane Exprim'.
- 2016 : La Drôle d'expédition, Sarbacane Pépix.
- 2016 : Le jour où j'ai trouvé un trésor, ill. Vincent Sorel, Auzou.
- 2017 : Nos cœurs tordus, co-écrit avec Manu Causse, Bayard.
- 2017 : Le jour où je suis devenu détective, ill. Vincent Sorel, Auzou.
- 2018 : Pëppo[17], Bayard
- 2018 : Nos Cœurs tordus tome 2, co-écrit avec Manu Causse
- 2018 : Le jour où j'ai sauvé un fantôme, ill. Vincent Sorel, Auzou.
- 2019 : Mes vacances bien pourries, ill. Oriol Vidal, Milan.
- 2019 : Le jour où je suis devenu une star au Japon, ill. Vincent Sorel, Auzou.
- 2019 : L'étrange village de l'arbre-poulpe, avec AG Balpe, ill. Jess Pauwels, Rageot.
- 2019 : Des Astres[18], coll. Exprim', Sarbacane.
- 2020 : Soleil Glacé[19], Robert Laffont (R)
- 2020 : Nils et le peuple des nuages (Pépix), Sarbacane, ill. Mioz Lamine.
- 2020 : Son héroïne (Nathan, coll. Court Toujours)
- 2021 : L'Été des Perséides (Nathan)
- 2021 : Tu reverras ton frère (Nathan)
- 2021 : Sous ta peau, le feu (Nathan)
- 2022 : Le Goût du temps dans la bouche (Robert Laffont)
- 2022 : Les folles semaines de Pia (Milan, ill. Benjamin Strickler)
- 2022 : George Sand, L'indomptée (Rageot)
- 2022 : Plus jamais petite (Nathan)
- 2023 : Pétouille cosmique, ill. Ronan Badel, Sarbacane.

### Bandes dessinées
- 2010 : Arsène veut grandir, Alice jeunesse.
- 2010 : Mona, dessins de Mathieu Bertrand, Les Enfants rouges.
- 2016 : La Belle absente, (BD adulte) dessins de Stéphane Barroux, co-écrit avec Constance Joly, Les Enfants rouges.
- 2016 : Rose, dessins de Victor Pinel, Les Enfants rouges.
- 2018 : Magic Félix, dessin de Kim Consigny, éd. Jungle, coll. Jeunesse
  1. Apprenti magicien[20], 2018  (ISBN 978-2-8222-2083-5)
- 2019 : La Maison de la plage[21],[22], dessins de Victor Pinel, Marabulles.
- 2019 : L'Onde Dolto[23], (tome 1/2) dessins d'Alica Jaraba, Delcourt.
- 2020 : L'Onde Dolto (tome 2/2) dessins Alicia Jaraba, Delcourt.
- 2021 : Le Plongeon, dessins Victor Pinel, Grand Angle.
- 2021 : George Sand : Fille du siècle, dessins Kim Consigny, Delcourt.
- 2022 : Naduah - Cynthia Parker, cœur enterré deux fois, dessins et couleurs Vincent Sorel, 112 pages, Glénat, Collection Karma, mars 2022 (ISBN 978-2-344-04436-0).
- 2022 : Trois filles debout, dessins Anne-Olivia Messana, Jungle.
- 2022 : Mon père, Casimir et moi, dessins Nina Jacqmin, Les enfants rouges.
- 2023 : Nos Cœurs tordus, tome 1, avec Manu Causse, dessins Javi Rey, Bayard, Bandes d'ado.
- 2023 : Les Pays d'Amir, avec Adrian Huelva, Grand Angle.
- 2023 : Un monde si grand, avec Elodie Durand, Bayard Graphic.
- 2023 : Le Seul endroit, avec Marion Cluzel, Glénat.
- 2024 : Nos coeurs tordus', tome 2', avec Manu Causse, dessins Javi Rey, Bayard.
- 2024 : Tous nos étés", avec Victor Pinel, Grand Angle (réédition de La Maison de la Plage)

### Albums jeunesse
- 2011 : J'attends Mamy, illustré par Cécile Vangout, Alice Jeunesse.
- 2012 : Rien qu'une fois, illustré par Csil, éditions Winioux.
- 2013 : L’œil du pigeon, illustré par Guillaume Plantevin, Sarbacane.
- 2013 : Mon secret rit tout le temps, illustré par Vanessa Hié, Kilowatt.
- 2013 : 55 oiseaux, illustré par Csil, Winioux.
- 2014 : J'aime mes cauchemars, illustré par Amélie Graux, Gallimard.
- 2014 : Huit saisons et des poussières, illustré par Anne Montel, Les p'tits bérets.
- 2015 : Tandem, illustré par Irène Bonacina, La Joie de lire.
- 2015 : Ma tête ailleurs, illustré par Pauline Comis, Kilowatt.
- 2016 : Un pas puis mille, illustré par Julien Castanié, La Pastèque.
- 2016 : Le livre envolé de Piotr-Olivius Pilgrim, Didier Jeunesse.
- 2017 : Sur mon fil, ill. Louis Thomas, Milan.
- 2017 : J'ai vu un lion, ill. Laurent Simon, Milan .
- 2017 : l’insupportable journée (géniale) de Michel, ill. Tanguy Loridant , le diplodocus.
- 2018 : Frileux, ill. Marc Majewski, Sarbacane.
- 2019 : Voyage de poche, ill. Florian Pigé, Alice.
- 2019 : Plus tard, ill. Audrey Calleja, le diplodocus.
- 2020 : Le Manteau, ill. Louis Thomas, Gallimard Jeunesse.
- 2020 : Le Petit secret, ill. Clémence Monnet, Les Éditions des Éléphants.
- 2021 : Monsieur Chien, ill. Laurent Simon, Mango.
- 2021 : Ma timidité, ill. Marie Leghima, Milan.
- 2021 : On a fait un vœu, ill. Clémence Monnet, Mango.
- 2022 : J'ai une maison, ill. Adolie Day, Marcel et Joachim.
- 2022 : J'habite une famille, ill. Sophie Vissière, Casterman.
- 2022 : Sous mes souvenirs je dors, ill. Charlotte des Ligneris, Benjamin média
- 2023 : Le bateau rêve, ill. Julien Arnal, Gallimard jeunesse.
- 2023 : Histoires secrètes d'animaux fantastiques, ill. Simon Bailly, Sens dessus dessous.
- 2024 : Le livre qui commence par la fin, ill. Louis Thomas, Sens dessus dessous.

### Podcast
- 2020 : Les papiers d'Omar  /  Une histoire et Oli (France Inter) co-écrit avec Sophia Aram.